# Kaliane Bradley
Kaliane Mong Huxham Bradley (Walthamstow, 1988) è una scrittrice britannica, nota per il suo romanzo d'esordio Il ministero del tempo.

## Biografia
Nata a Walthamstow da padre britannico e madre cambogiana khmer, Bradley è cresciuta in una piccola casa con un fratellastro materno più grande e due sorelle gemelle più piccole. La famiglia si è trasferita nell'Essex quando Bradley aveva dieci anni. Ha frequentato una scuola secondaria privata e si è laureata presso l'University College London in letteratura inglese.
Nel 2012, Bradley ha iniziato a lavorare per la rivista Granta come assistente editoriale. In seguito è stata promossa a redattrice junior e redattrice incaricata, e ha lavorato per Granta Portobello. Dal 2016 al 2021, ha scritto recensioni e interviste di teatro e danza per riviste del calibro di Exeunt Magazine, Time Out London, The Stage e The Guardian.
Nel 2023, Bradley si è assicurata un contratto editoriale con Sceptre Books, della casa editrice Hodder & Stoughton. Il suo romanzo d'esordio Il ministero del tempo, è stato pubblicato nel maggio 2024. Prima dell'uscita del romanzo, la BBC ha commissionato un adattamento con la sceneggiatura di Alice Birch. L'opera è stata selezionata per il Waterstones Debut Fiction Prize e candidata al Premio Hugo per il miglior romanzo.
Bradley vive a Londra con il suo compagno Sam, un accademico. La coppia si è sposata nell'estate del 2024.

## Riconoscimenti
- Nel 2022 ha ricevuto il premio dell'Harper's Bazaar per la miglior storia breve del 2022 per il racconto Golden Years[10].

- Nel 2022 ha vinto il VS Pritchett Short Story Prize per il racconto Doggerland, assegnato dalla Royal Society of Literature[11].

## Opere
- Il ministero del tempo (2024)